# Artigas cara a cara
Artigas cara a cara és un llibre escrit pels uruguaians Marciano Duran Rivero i Marciano Duran Laxague (pare i fill). El llibre s'enfoca en un personatge clau de la història uruguaiana, José Gervasio Artigas, conegut com el pròcer uruguaià. Artigas va ser una figura central en la lluita per la independència i la unificació de diverses províncies en el que avui és Uruguai.
Els autors del llibre han combinat la recerca històrica amb la tecnologia d'intel·ligència artificial i retoc fotogràfic per presentar una visió semblant a la realitat de com podria haver estat la cara d'Artigas. De la cinquantena de retrats coneguts, només un consta que es fes amb ell present, una litografia de perfil als 83 anys. Mitjançant l'ús d'eines d'IA especialitzades en la generació de rostres i l'aplicació de programari de retoc fotogràfic, s'ha creat una imatge visual única que intenta capturar l'essència d'aquest pròcer uruguaià.
L’obra es va presentar inicialment a la Fira del Llibre d'Uruguai i, posteriorment, a l'Argentino Hotel a Piriápolis, el gener de 2023.